# J.R. Pinnock
Danilo Agustin Pinnock Glover, detto J.R. (Fort Hood, 11 dicembre 1983), è un ex cestista statunitense naturalizzato panamense.

## Carriera
Venne selezionato dai Dallas Mavericks nel secondo giro del draft NBA 2006 e subito ceduto ai Los Angeles Lakers. I Lakers lo tagliarono poco prima dell'inizio del campionato. Pinnock passò poi in Germania con i Gießen 46ers, in D-League con gli Arkansas RimRockers, tornò per poco tempo nella NBA con i Portland Trail Blazers, durante la pre-stagione del 2007-08, in Grecia con Rodi, a Puerto Rico con i Toros de Chorrillo ed in Venezuela con i Marinos de Anzoategui.
Nella stagione 2008-09, approda nel campionato italiano di LegA2 e milita nella Pallacanestro Roseto, dove si fa apprezzare per doti realizzative e atletismo. L'avventura italiana però termina anzitempo, a causa delle difficoltà economiche del Club e dei ritardi nei pagamenti: dopo alcuni dissapori con i dirigenti e anche col pubblico, a metà del girone di ritorno Pinnock decide di rescindere il contratto con Roseto e accettare le offerte che gli arrivano dall'Argentina.
Inizia così per lui un periodo da vero globetrotter, che lo porta a cambiare 12 squadre nel giro di quattro anni. Nel 2013 firma con gli Indios de Mayaguez, militanti nel massimo campionato portoricano.